# 蔵王遭難事故
蔵王遭難事故（ざおうそうなんじこ）とは、1918年10月23日に蔵王連峰を集団登山していた宮城県立仙台第二中学校（現在の宮城県仙台第二高等学校）の教員・生徒が悪天候に巻き込まれて、うち9名（教員2名・生徒7名）が低体温症で死亡した遭難事故。

## 経緯
教員5名及び4年生・5年生からなる生徒150名が10月22日に集団登山のために青根温泉に入った。引率する教員は5名で責任者は退役陸軍大尉の体育教員で内外の信任の厚い人物であった。唯一の問題は蔵王登山の経験者が数名のみであることであった（実は誰もいなかったとする説もある）。
23日の午前6時20分に一行は出発したが、責任者が元陸軍軍人らしく、全体を4分隊に分け、それぞれに4小隊を置き、文武に優れた5年生を分隊長や小隊長に任じて行進したという。ところが、持参した食料は握り飯1食分と餅2切のみ、折角雇った現地ガイドも五色沼を回って刈田岳に達したところで返してしまった。
ところが、23日の昼を過ぎたあたりから、天候が急速に悪化していった。ところが、先頭に立っていた責任者である体育教員は自分のペースで熊野岳からワサ小屋へと進んでしまい、午後1時半には天候悪化の影響もほとんど受けずに何事もなく目的地の高湯温泉に到着してしまった。16小隊のうち13小隊も体育教員に引っ張られる形で下山した。ところが、後方の3小隊を中心とした後から進んでいた教員・生徒たちは突然の暴風雨の直撃を受けて、五色沼を過ぎたあたりから遅れ始め、更に気温の低下に伴って午後2時15分頃には雨は雪へと変わっていった。
当時の遭難現場周辺には山小屋のような施設は存在せず、最後尾で引率をしていた教員2名は、熊野岳の山頂に昔から避難所の代わりに使われていた石室があるのを知っていたため、明らかに体調がおかしくなっていた生徒6名をそちらへ誘導しようと試みた。幸いにも山頂にあった大小2つの石室に辿り着くことが出来たが、やがて彼ら8名全員がそこで動けなくなってしまった。更に不幸なことに動けなくなった生徒の1名の親友であった生徒が親友がいないことに気付いてワサ小屋から逆行して親友を探しに山中を探しに出て、石室で親友を見つけることが出来たものの、風雪によって引き返すことが出来なくなり、結果的に命を落とす結果となったとみられる。ただし、当事者が全員亡くなっているため、8名及び引き返した1名が石室に着いたのが23日だったのか翌24日だったのかは明らかに出来ない。
その頃、高湯温泉にいた責任者らも教員3名と生徒26名がいつまでも温泉に着かないことを不審に思い、天候の悪化もあって急遽学校と警察に一報を入れた。しかし、天候は悪化する一方で、上山警察署の捜索隊60名が捜索を開始できたのは、25日の夕方になってからであった。同じ頃、ワサ小屋まで辿り着いて待機していた教員1名と生徒20名が天候の回復の機を逃さず、疲労困憊ながらも温泉に到着した。しかし、教員2名と生徒6名、親友を探しに山中に引き返した1名の行方が分からない状態が続いた。翌26日になって捜索隊40名余りが温泉側から捜索を開始し、遭難した合計9名が避難している可能性があると考えられた熊野岳の石室に向かった。しかし、石室の入口は2メートル以上の雪に埋もれており、捜索隊の懸命の除雪作業の結果、午前11時40分頃、雪に完全に埋もれた片方の小さな石室から生徒4名、同様の状態のもう片方の大きな石室から教員2名が引き返した生徒を含めた残り3名を抱きかかえた姿で発見された。これも推測となるが、片方の石室の生徒4名は到着後間もなく死亡し、教員2名が4名の遺体を安置した後に残り3名の体を抱きしめて何とか温めようとしたものの、石室そのものが雪で完全に埋没してしまったと考えられている。
この遭難事故を受けて、第二中学の校長であった渡辺文敏は引責辞任をすることになった。現在、熊野岳の山頂には9名の慰霊碑が建立されている。